# Пацан Юрій Іванович
Ю́рій Іва́нович Паца́н (нар. 11 грудня 1963, с. Пархомівка, Білоцерківський район, Київська область) — український художник, кавалер ордена «За заслуги» III ступеня (2008), Заслужений художник України (2014).
Почесний член Народної академії творчості інвалідів України (2003). Голова Київської обласної організації творчості інвалідів. Ліквідатор наслідків аварії на Чорнобильській АЕС II категорії. Учасник всеукраїнських і міжнародних виставок і фестивалів.

## Життєпис
Юрій Пацан народився 11 грудня 1963 року в селі Пархомівці, Білоцерківського району Київської области.
Навчався в Пархомівській середній школі (1981), закінчив Ірпінський індустріальний технікум (1991, спеціальність — технік-технолог, організатор виробництва). У 1982—1984 роках проходив службу в лавах радянської армії. Від 1986 року працював у філії Всесоюзного інституту радіології, до 1999 року — токар на заводі.
З 1985 року мешкав у смт Чабани Київської області.
1985 року одружився; разом із дружиною Тетяною виховує дочок Інну і Іванну.

## Творчість
Спочатку розплавляв пластикові пляшки та робив композиції у вигляді кольорів, листя, гілочок винограду.
Малювати почав після жахливої автомобільної катастрофи 1999 року, яка його прикувала до візка. Першою серйозною темою у творчості стали ікони. Не маючи професійної освіти, він навчився перемальовувати образи. І дві найкращі свої роботи художник подарував Святопокровській церкві, розписаній за ескізами Миколи Реріха, в родинному селі Пархомівка.
Нині у творчому доробку художника налічується близько 2000 робіт. Основний напрям — пейзажі.
Персональні виставки: Чабани (2002, 2003, 2010), Київ (2003, 2004, 2005, 2007, 2008, 2009, 2011, 2012, 2013, 2015, 2016, 2017, 2018, 2020), Афіни (2004), Пархомівка (2005), Боярка (2006), Володарка (2008), Малютянка (2008), Москва (2009, РФ), Самбір (2015), Новодністровськ (2016), Буковель (2017), Хуст (2017), Чернігів (2019). Фестивалі: Чабани (2010), Саки (2009, 2010, 2011, АР Крим), Київ (2011), Пирогів (2012).
Роботи зберігаються в приватних колекціях Росії, Німеччини, Канади, Китаю, США.
У серпні 2010  року за сприяння керівника ТОВ «ПБО „Будівельник Київщини“» Нікітенкова Павла Никифоровича в залі урочистих подій у смт Чабани, що на Київщині, відкрито постійно діючу художню виставку творів Юрія Пацана «Палітра».

## Нагороди
- орден «За заслуги» III ступеня (3 грудня 2008) — за активну життєву позицію, вагомий особистий внесок у вирішення питань соціального захисту та реабілітації інвалідів, багаторічну сумлінну працю[2];
- Заслужений художник України (7 листопада 2014) — за значний особистий внесок у розвиток національної культури і мистецтва, вагомі творчі здобутки та високу професійну майстерність[3];
- почесний громадянин Києво-Святошинського району (2010);
- лауреат міжнародної премії «Культурна дипломатія» (2022)[4];
- лауреат Міжнародної мистецької премії імені Сергія Васильківського (2021)[5];
- володар гранпрі Міжнародного проєкту-конкурсу «Тарас Шевченко єднає народи»;
- володар гранпрі Всеукраїнського конкурсу інклюзивного образотворчого мистецтва імені Марії Примаченко (2021);
- лауреат премії імені М. Островського (2009);
- лауреат II ступеня Всеукраїнського фестивалю творчості інвалідів (2003);
- орден «Бронзовий козацький хрест» III ступеня (2010);
- медаль «Патріот Київщини» (2012);
- пам'ятний нагрудний знак «За сумлінну працю» Державна служба з питань інвалідів та ветеранів України (2012);
- диплом учасника Всеукраїнської програми «Золотий фонд нації. Ювіляри України».